# NGC 2912
NGC 2912 je zvijezda u zviježđu Lavu.

## Vanjske poveznice
- SEDS: NGC 2912